# 尼卡布

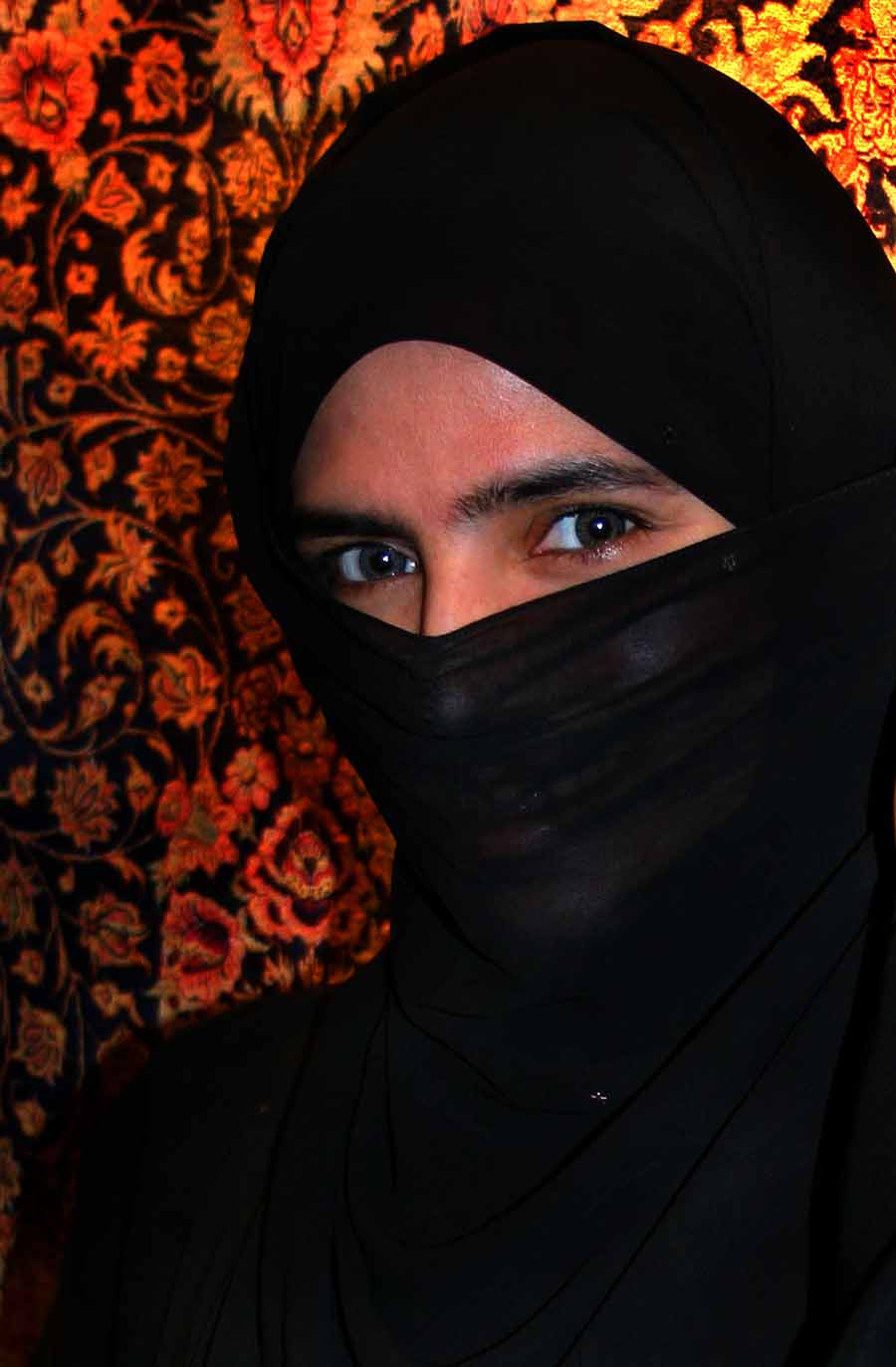
阿联酋一位佩戴尼卡布的女性

尼卡布（阿拉伯语：‎，“面纱”或者“面具”）是用于覆盖面部的一种布制面纱，有时作为希贾布（盖头）的一部分。它是一些穆斯林妇女在公共场所和非马赫拉姆成年男性面前所穿的服装饰品。大部分蒙面面纱穿戴者主要在阿拉伯半岛国家，如沙地阿拉伯、也门、阿曼和阿联酋。另外在索马里、叙利亚、阿富汗、巴基斯坦、印度、孟加拉国以及巴勒斯坦统治的领土，伊朗南部省份与其他穆斯林人口分布领域的一些地区也有人穿戴尼卡布。由于《古兰经》指示穆斯林男子和妇女需要衣着端庄，并保护他们的隐私部位，所以各种各样的盖头在穆斯林世界被广泛佩戴，面纱的类型不太容易被区分从而经常被混淆。尼卡布作为面纱主要遮盖面部，而布卡则是罩袍，覆盖从头部到地面的全部身体。
尼卡布可追溯至伊斯兰教之前，并已被某些阿拉伯的前伊斯兰文化使用。文化上，它是沙地阿拉伯的纳吉德（Najd）的习俗，是萨拉菲原教旨主义形式的伊斯兰教的力量基础。
如今，尼卡布最常在其原产地佩戴：阿拉伯半岛的阿拉伯国家（沙特阿拉伯，也门，阿曼和阿拉伯联合酋长国）。然而，即使在这些国家中，尼卡布也不是一种普遍的文化习俗。在阿拉伯半岛以外的穆斯林世界的其他地方，尼卡布的蔓延速度一直很小，在这一点上，逊尼派和非逊尼派穆斯林都小心翼翼地将它视为“侵佔原教旨主义的象征”。